# Bicho Gómez
Marcos Rafael Gómez (Río Cuarto, Córdoba;10 de abril de 1963), más conocido como el Bicho Gómez, es un comediante y actor argentino. Se hizo conocido por sus personajes como El Payaso Mala Onda, el Mariachi Loco y el Borracho en RSM.

## Biografía
Gómez proviene de una familia circense lo que provocó que cambiara frecuentemente de escuela.

Soy cuarta generación de familia circense. Nací y crecí en un circo, a lo que aún se dedica toda mi familia, salvo yo.
Marcos Gómez.

A los cuatro años ya hacía un número de acrobacia con sus padres: “Empecé a trabajar a los cuatro años en el número de mi familia. A otros chicos los padres les enseñaban a jugar, a mí me enseñaban acrobacias. Antes de aprender a caminar, yo ya daba vueltas por el aire”.
Uno de los aspectos más particulares de la niñez del Bicho Gómez es que fue criado por un chimpancé. Es que su padre además se encargaba de esos animales y le había enseñado a una a que siguiera y cuidara de su hijo. 

Los monos estaban en las jaulas y mis viejos la sacaban cada tanto, la traían al tráiler, a nuestra casa rodante, como si fuese un chico más. Me acuerdo que le decía ‘andá a buscarlo al Bicho’ y adonde estaba yo se venía la mona, me abrazaba y me llevaba con mis viejos.
Marcos Bicho Gómez

Gómez afirma que hizo de todo: “Fui malabarista, acróbata, trapecista, cortaba entrada, ponía la música, repartía los volantes”. Pero un día conoció a una persona que le cambiaría la vida, el conductor de televisión Jorge Guinzburg, quien lo invitó a sumarse a su obra de revista.

## Trayectoria
Su personaje más famoso fue el Payaso Mala Onda que interpretó en el programa "Mañanas Informales" que era conducido por Jorge Guinzburg y Ernestina Pais.
Bicho Gómez concursó junto a la comediante Anita Martínez en el reality show de baile Bailando por un sueño 2014 conducido por Marcelo Tinelli, donde resultaron ganadores tras ocho meses de competencia. Luego volvió a concursar junto a Anita Martínez en Bailando por un sueño 2016  donde obtuvieron el decimocuarto puesto tras cinco meses de competencia.
En 2021 fue convocado para la primera edición de famosos del reality show “Corte y Confección” , donde quedó como el 7.º eliminado de la competencia de moda.

## Filmografía

### Televisión
- 1997: Videomatch (participación especial)
- 2002: Son amores (participación especial)
- 2003: El show de la tarde (staff)
- 2005: Lo de Bilardo (staff)
- 2005: Casados con hijos (participación especial)
- 2005-2008: Mañanas Informales (staff)
- 2008-2009: El resumen de los medios (staff)
- 2010: 3, 2, 1 ¡A ganar! (staff)
- 2011: Justo a tiempo (staff)
- 2012: Amores de historia (participación especial)
- 2013-2014: Si los chicos quieren junto con Julián Weich.
- 2014: Bailando por un sueño 2014 junto con Anita Martínez (Ganador).
- 2015: Bailando por un sueño 2015 junto con Anita Martínez (1º Abandono).
- 2016: Gran cuñado Interpretado a: José Ottavis.
- 2016: Bailando por un sueño 2016 Invitado de Ernestina Pais. (salsa en trío).
- 2016: Bailando por un sueño 2016 junto con Anita Martínez. (12.ª Pareja Eliminada).
- 2017: Bailando por un sueño 2017 Invitado de Agustín Casanova y Flor Vigna (cuarteto en trío).
- 2019: Súper Bailando 2019 Invitado de Federico Bal y Lourdes Sánchez (salsa en trío).
- 2021: Corte y Confección Famosos Participante (7.º Eliminado).
- 2023: Bailando por un sueño 2023 junto con Anita Martínez. (13.ª Pareja Eliminada).
- 2025: Lape Club Social (staff)

### Cine
- 1986: Brigada explosiva (aparición).
- 2025: Corazón delator como Pollo